# Michael D. Ford
Michael D. Ford (5 de fevereiro de 1928 - 31 de maio de 2018) foi um decorador de arte estadunidense. Venceu o Oscar de melhor direção de arte na edição de 1982 por Raiders of the Lost Ark, com Norman Reynolds e Leslie Dilley na edição de 1998 por Titanic, ao lado de Peter Lamont.

## Morte
Morreu aos 90 anos em 31 de maio de 2018, nos Estados Unidos.